# アルバトロス D.I
アルバトロス D.I
Albatros D.I
- 用途：戦闘機
- 設計者：ロベルト・テレン
- 製造者：アルバトロス・フルークツォイクヴェルケ
- 運用者：ドイツ帝国軍航空隊
- 生産数：50機
- 運用開始：1916年

アルバトロス D.I（Albatros D.I）は、第一次世界大戦中のドイツの戦闘機である。第一線で活動した期間は短かったが、本機に続くアルバトロス Dシリーズの戦闘機は、大戦の最後の2年間においてドイツおよびオーストリアの戦闘機隊の中核を形成した。

## 設計と開発
D.Iは、ロベルト・テレン、R・シューベルトおよびグナディッヒによって設計された。これは当時、連合国側にニューポール 11「ベベ」、エアコー DH.2など、フォッカー単葉機ほかの初期のドイツ戦闘機を凌駕する戦闘機が出現し、連合国側に広範な制空権をもたらしたことへのひとつの回答だった。D.Iは1916年6月に発注がなされ、8月には実戦に投入された。
D.Iは合板パネル製のセミモノコック構造の胴体を持っており、これは当時の主流であった布張り箱型の胴体よりも軽量かつ強靭で、また空気力学的に洗練された形に整えるのが容易であった。そしてまたフルモノコックの胴体よりも低コストで製作することができた。エンジンは6気筒水冷のベンツの150馬力Bz IIIか、メルツェデスの160馬力D.IIIのいずれかであった。D.Iはかくして、それまでドイツ帝国軍航空隊に導入された最強の戦闘機となった。その強力なパワーにより、シュパンダウ機関銃2挺を固定式に装備しても性能はいささかも低下しなかった。
D.Iはその当時としては比較的高い翼面荷重を持ち、特に操縦性に優れていたわけではなかったが、速度と火力の優位によってそれを補っていた。そしてほどなく、最高の万能戦闘機であることを証明した。

## 運用歴
先行生産型を含めて全50機のD.Iは1916年11月までに実戦配備され、それ以前のフォッカー戦闘機やハルバーシュタット戦闘機と交替した。そして帝国軍航空隊の戦闘機隊（Jagdstaffel）に本物の「牙」をもたらした。しかし、D.Iの更なる生産は行われず、その後の生産は、パイロットの前方および上方の視界を向上させるために上下翼の間隔を狭めた（それ以外はD.Iと等しい）D.IIに移行した。D.IIはアルバトロス機最初の量産型となった。

## 運用者
- ドイツ帝国 - ドイツ帝国軍航空隊(Luftstreitkräfte)

## 性能諸元（D.I）
諸元
- 乗員: 1
- 全長: 7.40 m
- 全高: 2.95 m
- 翼幅: 8.50 m
- 翼面積: 22.9 m2
- 空虚重量: 645 kg
- 運用時重量: 898 kg
- 動力: ベンツ Bz.III レシプロ、 （150 hp）   × 1

性能
- 最大速度: 175 km/h
- 航続距離:   1.5時間
- 実用上昇限度: 3,000 m
- 上昇率: 168 m/min
- 翼面荷重: kg/m2 （lb/ft2）

武装
- 前方発射7.92 mm LMG 08/15機関銃 ×2